# Općina Dobrova-Polhov Gradec
Općina Dobrova-Polhov Gradec (slo.: Občina Dobrova - Polhov Gradec) je općina u središnjoj Sloveniji u pokrajini Gorenjskoj i statističkoj regiji Središnja Slovenija. Središte općine su naselja Dobrova i Polhov Gradec.

## Zemljopis
Općina Dobrova-Polhov Gradec nalazi se u središnjem dijelu Slovenije, sjeverozapadno od Ljubljane. Općina se proteže južnim padinama Polhovgrajskog Hribovja. Južni doo općine je u dolini rječice Gradaščice.
U općini vlada umjereno kontinentalna klima. Najvažniji vodotok u općini je rječica Gradaščica, a svi manji vodotoci su njeni pritoci.

## Naselja u općini
Babna Gora, Belica, Brezje pri Dobrovi, Briše pri Polhovem Gradcu, Butajnova, Črni Vrh, Dobrova, Dolenja vas pri Polhovem Gradcu, Draževnik, Dvor pri Polhovem Gradcu, Gabrje, Hrastenice, Hruševo, Komanija, Log pri Polhovem Gradcu, Osredek pri Dobrovi, Planina nad Horjulom, Podreber, Podsmreka, Polhov Gradec, Praproče, Pristava pri Polhovem Gradcu, Razori, Rovt, Selo nad Polhovim Gradcem, Setnica, Setnik, Smolnik, Srednja vas pri Polhovem Gradcu, Srednji Vrh, Šentjošt nad Horjulom, Stranska vas, Šujica

## Vanjske poveznice
- Službena stranica općine